# ديوسدادو بالما
ديوسدادو بالما (بالإسبانية: Diosdado Palma)‏ هو لاعب كرة قدم بيروفي، ولد في 1 أبريل 1965 في تشينتشا ألتا في بيرو. شارك مع منتخب بيرو لكرة القدم. أما مع النوادي، فقد لعب مع أليانزا ليما.

## وصلات خارجية
- ديوسدادو بالما على موقع ناشيونال فوتبول تيمز (الإنجليزية)